# Mary-Kate i Ashley: Wakacje w słońcu
Mary-Kate i Ashley: Wakacje w słońcu (ang. Mary-Kate & Ashley: Holidays in Sun) – amerykański film familijny z 2001 roku, z bliźniaczkami Mary-Kate i Ashley Olsen w rolach głównych.

## Fabuła
Akcja filmu toczy się na Bahamach. Alex i Madison miały w planach wyjazd na Hawaje z przyjaciółmi, wyjeżdżają jednak na Bahamy z rodzicami i ich znajomymi wraz z dwójką dzieci: 8-letnią Keegan i 18-letnim Griffenem. Griffen podkochuje się w Madison, która jednak nie zdaje sobie z tego sprawy i zaczyna się spotykać z Scottem, fanem sportu. Siostra bliźniaczka Madison, Alex poznaje na dyskotece Jordana; z czasem para zakochuje się w sobie. Alex nie jest jednak jedyną zakochaną w Jordanie - zakochana w nim jest również bogata Brianna. Dziewczyny muszą zmierzyć się ze złodziejem oraz wyciągnąć Jordana z więzienia, do którego także same niesłusznie trafiają... W ostatniej chwili udaje im się zdobyć odpowiednie dowody i uratować przyjaciół. Madison zrywa ze Scottem, a Griffen wyznaje jej miłość. Dziewczyny wrogo nastawione do rodzinnych wakacji zmieniają zdanie i już nie mogą się doczekać następnych.

## Obsada
- Mary-Kate Olsen jako Madison Stewart
- Ashley Olsen jako Alex Stewart
- Austin Nichols jako Griffen Grayson
- Ben Easter jako Jordan Landers
- Billy Aaron Brown jako Scott
- Megan Fox jako Brianna Wallace
- Ashley Hughes jako Keegan Grayson